# Théisme
Ne doit pas être confondu avec Déisme.
 (mai 2010).
Si vous disposez d'ouvrages ou d'articles de référence ou si vous connaissez des sites web de qualité traitant du thème abordé ici, merci de compléter l'article en donnant les références utiles à sa vérifiabilité et en les liant à la section « Notes et références ».
 (avril 2014).
- Si vous ne connaissez pas le sujet, laissez ce bandeau (vous pouvez alors contacter les auteurs).
- Si vous supprimez le contenu mis en cause (vous pouvez préalablement contacter les auteurs),

argumentez précisément cette suppression dans la page de discussion
(un manque de référence n'est pas un argument ; une recherche réelle de référence doit avoir été effectuée, être formellement documentée).

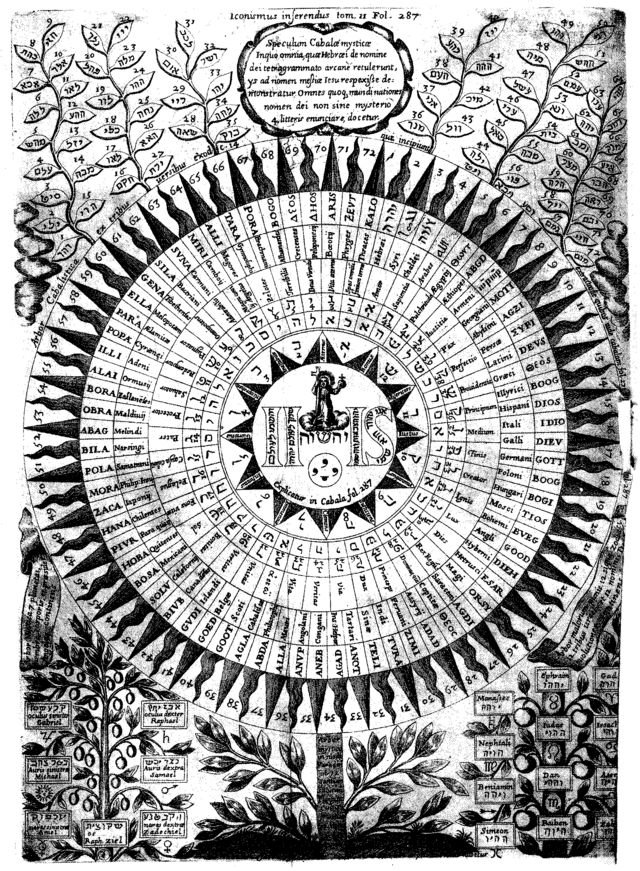
Les 72 noms de Dieu de Kircher.

Le théisme (du grec theos, dieu) est une conception qui affirme l'existence d'un Dieu à la fois personnel, unique, cause du monde dans lequel il agit. Le théisme n'est pas nécessairement religieux, il peut aussi être philosophique. Dans le premier cas, la relation de l'homme avec Dieu passe par des intermédiaires (la religion). Selon le théisme philosophique, Dieu régit l'univers directement.
Le théisme est opposé à l'athéisme. Parmi les formes de théisme, on peut notamment citer le panenthéisme, l'hénothéisme (reconnaissance d'un dieu principal, sans nier l'existence d'autres dieux), le monothéisme et le polythéisme. Et à côté de lui (sur le point de la transcendance), le panthéisme (parfois assimilé à un athéisme).

## Principaux points de la doctrine théiste
Le théisme affirme que :
- Tout ce qui n’est pas l’œuvre de l’Homme est produit par une source originelle universelle et intelligente (nommée Dieu).
- Il n'est pas concevable que rien soit à l'origine de tout.
- Dieu a une existence personnelle et une action dans l'univers. Contrairement à la vision déiste, le théisme affirme clairement l'ingérence du divin dans les affaires humaines, ingérence qui peut être directe, ou passer par des intermédiaires (prophètes et institutions religieuses).

### Le théisme religieux
Le théisme religieux ajoute les affirmations suivantes :
- Dieu se manifeste par des révélations (prophètes, miracles, Messie, anges) ;
- les révélations sont à l’origine de la religion et des textes sacrés (Coran, Bible, Torah, Véda) ;
- la religion est l’unique moyen pour l’Homme de s’unir à Dieu ;
- le respect des rites religieux est essentiel pour le salut de l’Homme ;
- le culte rendu à Dieu doit correspondre à une forme définie et encadrée par la religion ;
- Dieu a des représentants, des intermédiaires sur Terre (les prophètes et les membres des institutions religieuses), qui sont les dépositaires de sa volonté, et répandent tous autant sa parole, sous leurs différentes formes, dans les différents endroits du monde[1].

Le théisme tend ainsi vers un œcuménisme universel, qui tente de concilier les divers enseignements religieux sur un socle commun d'incitation à la vertu. Il appuie sa continuité entre les religions sur des éléments récurrents dans les récits des textes sacrés, tel que le Déluge par exemple, qui se retrouve tant dans l'Hindouisme (Mahabharata) que le Judaïsme et le Christianisme (Livre de la Genèse), le zoroastrisme (Avesta), etc. Il se traduit concrètement dans des institutions telles que le Parlement des religions et les progrès du dialogue interreligieux.
- Dans la religion catholique, la déclaration Nostra Ætate publiée lors du concile Vatican II constitue une véritable révolution dans son rapport aux autres religions, qu'elle considère désormais comme dignes de respect, même en dehors du monothéisme.

- L'islam prône une sorte d'"œcuménisme" temporel. C'est-à-dire qu'il ne prétend pas avoir été fondé en 622 par Mahomet, mais aurait toujours existé depuis la Genèse, sous des formes différentes s'abrogeant successivement. Ainsi, la "vraie" religion avant l'Hégire était le Christianisme, puis avant la prédication de Jésus de Nazareth autour de l'an 30, le Judaïsme, jusqu'à Abraham. Pour les polythéistes n'ayant jamais connu ces religions, la "vraie" était la variante locale qui se rapprochait le plus du monothéisme, tel que l'hénothéisme (le culte d'Odin chez les Scandinaves, celui du Grand-Esprit chez les Animistes, ou, encore, le culte d'Aton sous Amenhotep IV ou Akhenaton en Égypte ramesside), du moins jusqu'à ce que ses adeptes rencontrent la forme valide de monothéisme pour leur époque. Cependant, l'Islam abroge ces versions précédentes après son apparition et pour tous les peuples rencontrés depuis chronologiquement.

- Les satanistes prétendent que leur religion est "universelle", indépendamment des variations entre les rituels pour invoquer le Diable, tels qu'ils existent à travers le monde.

### Le théisme philosophique
Voltaire a ajouté les affirmations suivantes dans le Dictionnaire philosophique :

« Le Théiste est un Homme fermement persuadé de l’existence d’un Être suprême aussi bon que puissant, qui a formé tous les êtres étendus, végétants, sentants, et réfléchissants ; qui perpétue leur espèce, qui punit sans cruauté les crimes, et récompense avec bonté les actions vertueuses.
Réuni dans ce principe avec le reste de l’univers, il n’embrasse aucune des sectes qui toutes se contredisent. Sa religion est la plus ancienne et la plus étendue ; car l’adoration simple d’un Dieu a précédé tous les systèmes du monde. Il parle une langue que tous les peuples entendent, pendant qu’ils ne s’entendent pas entre eux.
Il a des frères depuis Pékin jusqu’à la Cayenne, et il compte tous les sages pour ses frères. Il croit que la religion ne consiste ni dans les opinions d’une métaphysique inintelligible, ni dans de vains appareils, mais dans l’adoration et dans la justice. Faire le bien, voilà son culte ; être soumis à Dieu, voilà sa doctrine. Le mahométan lui crie : « Prends garde à toi si tu ne fais pas le pèlerinage à La Mecque ! » « Malheur à toi, lui dit un récollet, si tu ne fais pas un voyage à Notre-Dame de Lorette ! » Il rit de Lorette et de La Mecque ; mais il secourt l’indigent et il défend l’opprimé. »

Le théisme philosophique promeut donc le principe de religion naturelle.
On remarquera que le théisme philosophique se rapproche fortement du Déisme dit de l'ingérence, affirmant la vanité des préceptes religieux face aux lois immuables de la Justice et du Bien définies et appliquées par Dieu. Cependant, cette forme est susceptible d'être établie comme une véritable religion, à caractère universel, qui comporterait une liste de règles morales ; alors que le déisme refuse toute possibilité d'établir une interprétation objective, qui soit susceptible d'être institutionnalisée en religion (inconstance de l'interprétation de la parole divine).

## Religions théistes
On peut citer comme exemples de religions théistes l'hindouisme, le judaïsme, le christianisme et l'islam. En revanche, certaines philosophies, qui ne sont pas fondées sur une ou plusieurs divinités, ne sont donc pas explicitement théistes, comme la religion du bouddhisme, et les philosophies du taoïsme et du confucianisme.
Le théisme religieux est différent d'un déisme institutionnalisé qui, lui, est représenté par la théophilanthropie, pendant la Révolution française, ou par la religion de l’humanité établie au XIXe siècle par Saint-Amand Bazard, puis Auguste Comte, à partir de la doctrine de Saint-Simon.